# Discografia di Briga
La discografia di Briga, cantautore e rapper italiano, è costituita da sei album in studio, una raccolta, un mixtape, un EP, diciannove singoli e diciotto video musicali, pubblicati dal 2010.

## Album

### Album in studio
| Anno                                                         | Titolo | Classifiche | Certificazioni | Unità          |
| Anno                                                         | Titolo | ITA         | Certificazioni | Unità          |
| ------------------------------------------------------------ | --- | ----------- | -------------- | -------------- |
| 2012                                                         | Alcune sere - Pubblicato: 12 ottobre 2012 - Etichetta: Honiro Label - Formati: CD, download digitale, LP, streaming               | —           |                |                |
| 2015                                                         | Never Again - Pubblicato: 19 maggio 2015 - Etichetta: Honiro Label, Universal - Formati: CD, download digitale, LP, streaming     | 2           | - ITA: Platino | - ITA: 50 000+ |
| 2016                                                         | Talento - Pubblicato: 7 ottobre 2016 - Etichetta: Honiro Label, Sony Music - Formati: CD, download digitale, LP, streaming        | 4           |                |                |
| 2018                                                         | Che cosa ci siamo fatti - Pubblicato: 1º giugno 2018 - Etichetta: Honiro Label - Formati: CD, download digitale, LP, streaming    | 10          |                |                |
| 2021                                                         | Lunga vita - Pubblicato: 10 dicembre 2021 - Etichetta: Honiro Label - Formati: CD, download digitale, LP, streaming               | —           |                |                |
| 2025                                                         | Sentimenti - Pubblicato: 6 giugno 2025 - Etichetta: Ninho De Rua, ADA Music Italy - Formati: CD, download digitale, LP, streaming | —           |                |                |
| "—" indica una pubblicazione non classificata in quel paese. | |             |                |                |

### Raccolte
| Anno | Titolo | Classifiche |
| Anno | Titolo | ITA         |
| ---- | --- | ----------- |
| 2019 | Il rumore dei sogni - Collection - Pubblicato: 2 agosto 2019 - Etichetta: Honiro Label - Formati: CD, download digitale, streaming | 20          |

## Mixtape
| Anno | Titolo |
| ---- | --- |
| 2011 | Malinconia della partenza - Pubblicato: 20 aprile 2011 - Etichetta: Honiro Label - Formati: CD, download digitale, streaming |

## Extended play
| Anno | Titolo                                                                                            |
| ---- | ------------------------------------------------------------------------------------------------- |
| 2010 | Anamnesi - Pubblicato: 2010 - Etichetta: Honiro Label - Formati: CD, download digitale, streaming |

## Singoli
| Anno                                                         | Titolo                                  | Classifiche | Certificazioni                       | Unità          | Album di provenienza             |
| Anno                                                         | Titolo                                  | ITA         | Certificazioni                       | Unità          | Album di provenienza             |
| ------------------------------------------------------------ | --------------------------------------- | ----------- | ------------------------------------ | -------------- | -------------------------------- |
| 2014                                                         | L'amore è qua                           | 55          | - ITA: Oro                           | - ITA: 15 000+ | Never Again                      |
| 2015                                                         | Esistendo                               | 18          |                                      |                | Never Again                      |
| 2015                                                         | Sei di mattina                          | —           | - ITA: Platino                       | - ITA: 50 000+ | Never Again                      |
| 2015                                                         | Anche tu                                | —           |                                      |                | Never Again                      |
| 2016                                                         | Baciami                                 | 24          | - ITA: Platino                       | - ITA: 50 000+ | Talento                          |
| 2016                                                         | Mentre nasce l'aurora                   | 56          | - ITA: Platino                       | - ITA: 50 000+ | Talento                          |
| 2016                                                         | Diazepam                                | —           |                                      |                | Talento                          |
| 2017                                                         | Nel male e nel bere                     | 55          | - ITA: Oro                           | - ITA: 25 000+ | Il rumore dei sogni - Collection |
| 2018                                                         | Che cosa ci siamo fatti                 | 44          |                                      |                | Che cosa ci siamo fatti          |
| 2018                                                         | Dopo di noi nemmeno il cielo            | —           |                                      |                | Che cosa ci siamo fatti          |
| 2019                                                         | Un po' come la vita (con Patty Pravo)   | 61          | Red Il rumore dei sogni - Collection |                |                                  |
| 2019                                                         | Sesso                                   | —           | Il rumore dei sogni - Collection     |                |                                  |
| 2019                                                         | Baby (feat. Jas & Jay)                  | —           | /                                    |                |                                  |
| 2020                                                         | In rotta per perdere te                 | —           | Alcune sere                          |                |                                  |
| 2020                                                         | Calle Maria Ignacia                     | —           | Malinconia della partenza            |                |                                  |
| 2020                                                         | Humans vs Apes (feat. Mostro)           | —           | /                                    |                |                                  |
| 2021                                                         | Non mi regolo (feat. Gemitaiz e Il Tre) | —           | Lunga vita                           |                |                                  |
| 2024                                                         | Vieni con me                            | —           | Sentimenti                           |                |                                  |
| 2024                                                         | Buonanotte Roma                         | —           | Sentimenti                           |                |                                  |
| "—" indica una pubblicazione non classificata in quel paese. |                                         |             |                                      |                |                                  |

## Altri brani entrati in classifica
| Anno | Titolo                                           | Classifiche | Album di provenienza |
| Anno | Titolo                                           | ITA         | Album di provenienza |
| ---- | ------------------------------------------------ | ----------- | -------------------- |
| 2015 | Giunto alla linea (indietro) (con Tiziano Ferro) | 95          | Never Again          |

## Video musicali
| Anno | Titolo                       | Regista            |
| ---- | ---------------------------- | ------------------ |
| 2014 | L'amore è qua                | Emanuele Pisano    |
| 2015 | Esistendo                    | Emanuele Pisano    |
| 2015 | Sei di mattina               | Emanuele Pisano    |
| 2016 | Baciami                      | Emanuele Pisano    |
| 2016 | Mentre nasce l'aurora        | Emanuele Pisano    |
| 2016 | Diazepam                     | Emanuele Pisano    |
| 2017 | Nel male e nel bere          | Emanuele Pisano    |
| 2018 | Che cosa ci siamo fatti      | Trilathera         |
| 2018 | Dopo di noi nemmeno il cielo | Lorenzo Ambrogio   |
| 2019 | Un po' come la vita          | Gaetano Morbioli   |
| 2019 | Sesso                        | Lorenzo Ambrogio   |
| 2019 | Baby                         | Lorenzo Ambrogio   |
| 2020 | In rotta per perdere te      | Camillo Cutolo     |
| 2020 | Calle Maria Ignacia          | Lorenzo Piermattei |
| 2020 | Humans vs Apes               | Emanuele Pisano    |
| 2021 | Non mi regolo                | Lorenzo Ambrogio   |
| 2024 | Vieni con me                 | Emanuele Pisano    |
| 2024 | Buonanotte Roma              | Matteo Insegno     |